# Platostoma borzianum
Platostoma borzianum là một loài thực vật có hoa trong họ Hoa môi. Loài này được (Chiov.) ined. miêu tả khoa học đầu tiên.
Loài này là bản địa Ethiopia.